# 410 a. C.
El año 410 a. C. fue un año del calendario romano prejuliano. En el Imperio romano se conocía como el Año del Consulado de Mamercino y Voluso (o menos frecuentemente, año 344 Ab urbe condita). 

## Acontecimientos
- Comienza la Segunda Guerra Siciliana.
- Se restaura la democracia en Atenas
- Los atenienses triunfan en Cícico.

## Arte y literatura
- Se escribe la tragedia Ifigenia en Áulide por Eurípides.

## Nacimientos
- Evagoras I, rey de Salamina, Chipre.

## Fallecimientos
- Hipócrates de Quíos, matemático ateniense. Nacido h. 470 a. C. (Fecha aproximada).